# アンドレイ・アマドール
アンドレイ・アマドール（Andrey Amador、1986年8月29日 - ）は、コスタリカ、サンホセ出身の自転車競技（ロードレース）選手。

## 来歴
母親はロシア人。
2007年
- セマナ・アラゴネサ 総合優勝

2008年
- ビダソア・イトスリア 総合優勝
- ツール・ド・ラブニール 区間1勝

2009年、ケス・デパーニュ（後のモビスター・チーム）に移籍。
2010年
- ジロ・デ・イタリア 総合41位
- 12月29日、サンホセでトレーニング中に強盗団に襲われ、肺と腎臓を損傷[1]。

2012年
- ジロ・デ・イタリア
  - 区間1勝(第14)
  - 山岳賞部門 3位

2013年
- ティレーノ〜アドリアティコ 総合8位
- ヘント〜ウェヴェルヘム 10位

2018年
- クラシカ・プリマベーラ　優勝